# Finska reprezentacija u hokeju na ledu
Finska reprezentacija u hokeju na ledu predstavlja državu Finsku u športu hokeju na ledu. Finska se smatra jednom od zemalja iz "Velike sedmorice" među kojima se nalaze najjače hokejaške reprezentacije svijeta. Uz nju tu su: Kanada, Rusija, SAD, Slovačka, Češka i Švedska. Finska ima više od 50,000 registriranih hokejaša na ledu, što čini 1% populacije. 
Najveći uspjeh im je osvajanje dva olimpijska srebra i dvije olimpijske bronce, te osvajanje naslova svjetskih prvaka 1995. godine.
Prvu službenu utakmicu odigrali su u Helsinkiju 29. siječnja 1928. protiv Švedske i izgubili 8:1. Najuvjerljiviju pobjedu ostvarili su protiv Australije kada su ih 25. veljače 1960. u američkom Squaw Valleyu pobijedili s 19:2. Najteži poraz pretrpili su od Kanade u norveškom Oslu 3. ožujka 1958. kada su primili 24 gola,a nisu uspjeli postići ni jedan.
Najviše utakmica u dresu finske hokejaške reprezentacije odigrao je Raimo Helminen (330) koji je i vlasnik rekorda najvećeg broja postignutih pogodaka (206).

Krovna organizacija: Suomen jääkiekkoliitto

## Uspjesi
- olimpijske igre:
  - prvaci: -
  - doprvaci: 1988. i 2006.
  - treći: 1994. i 1998.

- Svjetska prvenstva:
  - prvaci: 1995.
  - doprvaci: 1992., 1994., 1998., 1999. i 2001.
  - treći: 2000. i 2006.

## Nastupi naZOI
- 1952. – 7. mjesto
- 1956. - nisu sudjelovali
- 1960. – 7. mjesto
- 1964. – 6. mjesto
- 1968. – 5. mjesto
- 1972. – 5. mjesto
- 1976. – 4. mjesto
- 1980. – 4. mjesto
- 1984. – 6. mjesto
- 1988. - Srebrna medalja
- 1992. – 7. mjesto
- 1994. - Brončana medalja
- 1998. - Brončana medalja
- 2002. – 6. mjesto
- 2006. - Srebrna medalja

## Vanjske poveznice
- Rezultati Finske hokejaške reprezentacije  Arhivirana inačica izvorne stranice od 27. rujna 2007. (Wayback Machine)